# Tom McClung
Pour les articles homonymes, voir McClung.
Tom McClung (né le 4 avril 1957 à New York (État de New York) et mort le 14 mai 2017 à Moulins-la-Marche (Orne)) est un pianiste et compositeur américain de jazz.
Il écrit de nombreux albums, soit comme leader, soit comme accompagnateur. Il joue avec de grands musiciens au nombre desquels Archie Shepp, Yusef Lateef et Marion Brown.

## Biographie
À partir de 1996, Tom McClung est le pianiste d'Archie Shepp avec qui il joue dans des festivals internationaux. Dans le disque Gemini (Archieball, 2007), il y a deux compositions de Tom McClung, Burning Bright et La Manzana.
Tom McClung enregistre un disque en solo Declassified (sorti chez Blang Music en 2007) avec ses arrangements et ré-interprétations de compositeurs classiques (Satie, Bach, Beethoven, etc.), de musique traditionnelle du monde, et trois compositions originales de lui.
En 2008, il compose et exécute la musique pour le film D'un mur l'autre - de Berlin à Ceuta de Patric Jean.

## Discographie

### Albums

#### Comme leader ou co-leader
- Burning Bright (2015) en trio avec le bassiste Mátyás Szandai et le batteur Mourad Benhammou
- This Is You (2010) en duo avec le saxophoniste ténor  Jean-Jacques Elangué
- Declassified (2007) en piano solo
- Double Helix (1997) en duo avec le pianiste Andy Jaffe
- The Telling (1996) en trio avec Nat Reeves (en) et Stephen McCraven
- Locolypso (1991) en quintet

#### Commesideman
- Archie Shepp Quartet - Gemini (2007)
- Fredrika Stahl - A Fraction of You (2006)[3]
- Archie Shepp Quartet - Kindred Spirits (2006)
- Steve McCraven - Black Studies (2004)
- Gildas Scouarnec - Jazz Unit 186 (2002)
- Yusef Lateef - Earth and Sky (1997)
- Yusef Lateef - Full Circle (1996)
- Steve McCraven - Bosco (1996)
- Steve McCraven - Song of the Forest Boogaraboo (1994)
- Yusef Lateef - Plays Ballads (1992)
- Yusef Lateef -  The Tenors of Yusef Lateef and Archie Shepp (1992)
- Marion Brown - Offering (1992)
- Marion Brown - Offering II, Mirante do Vale (1992)